# Kyrylo Carenko
Kyrylo Carenko (in ucraino Кирило Царенко?, trasl. angl. Kyrylo Tsarenko; Kropyvnyc'kyj, 13 ottobre 2000) è un ciclista su strada e pistard ucraino che corre per il team Solution Tech Vini Fantini. Attivo come Elite/Under-23 dal 2019, nel 2022 ha vinto il Tour de Bulgarie a tappe.

## Palmarès

### Strada
- 2020 (due vittorie)

Campionati ucraini, Prova a cronometro Under-23
Campionati ucraini, Prova in linea Under-23
- 2021 (Gallina-Ecotek-Colosio, una vittoria)

Campionati ucraini, Prova a cronometro Under-23
- 2022 (Gallina Ecotek Lucchini Colosio, quattro vittorie)[1]

Gran Premio Comune di Castellucchio
Coppa San Sabino
Classifica generale Tour de Bulgarie
Trofeo Comune di Ferrera Erbagnone
- 2023 (Hopplà-Petroli Firenze-Don Camillo, tre vittorie)[2]

Coppa Ardigò
Gran Premio Città di Montegranaro
Targa Crocifisso
- 2024 (Corratec Vini Fantini, due vittorie)

Due Giorni Marchigiana-GP Santa Rita
Cupa Max Ausnit
- 2025 (Solution Tech Vini Fantini, quattro vittorie)

3ª tappa Tour of Hainan (Lingshui > Baoting)
Classifica generale Tour of Hainan
Trofeo Alcide De Gasperi
4ª tappa Giro di Slovenia (Maribor > Golte)

#### Altri successi
- 2022 (Gallina Ecotek Lucchini Colosio)

Classifica giovani Tour de Bulgarie
- 2024 (Corratec Vini Fantini)

Classifica scalatori Okolo Slovenska

### Pista
- 2019

Campionati ucraini, Inseguimento a squadre (con Oleksandr Kryvyč, Vitalij Hryniv, Roman Hladyš, Vladislav Ščerban' e Oleksandr Smetaniuk)

## Piazzamenti

### Classiche monumento
- Milano-Sanremo

2024: 78º
2025: 79º

### Competizioni mondiali
- Campionati del mondo su pista

Roubaix 2021 - Inseguimento a squadre: 11º

### Competizioni continentali
- Campionati europei su pista

Gand 2019 - Inseguimento individuale Under-23: 17º
Gand 2019 - Inseguimento a squadre Under-23: 9º
Apeldoorn 2019 - Inseguimento a squadre: 11º
Apeldoorn 2019 - Inseguimento individuale: 18º
Fiorenzuola d'Arda 2020 - Inseguimento a squadre Under-23: 7º
Fiorenzuola d'Arda 2020 - Scratch Under-23: 15º
Fiorenzuola d'Arda 2020 - Omnium Under-23: 4º
Apeldoorn 2021 - Inseguimento a squadre Under-23: 9º
Apeldoorn 2021 - Omnium Under-23: 10º
Anadia 2022 - Scratch Under-23: 3º
Anadia 2022 - Omnium Under-23: 6º
Grenchen 2023 - Scratch: 11º
Grenchen 2023 - Omnium: 21º
- Campionati europei su strada

Plouay 2020 - Cronometro Under-23: 24º
Plouay 2020 - In linea Under-23: 43º
Anadia 2022 - In linea Under-23: 42º
Drenthe 2023 - In linea Elite: 56º